# Aeroporto de Tehran-Imam Khomeini
O Aeroporto de Tehran-Imam Khomeini (em persa: فرودگاه بین‌المللی امام خمینی) é um aeroporto localizado em Teerã, no Irão. O aeroporto foi inaugurado em 8 de maio de 2004, é o mais importante do Irão, concentrando-se a maioria dos voos internacionais para destinos no Médio e Extremo Oriente, os principais pontos da Europa e algumas pontos da África, entre outros.

## História

### Planejamento antecipado
A construção do aeroporto começou antes da revolução iraniana de 1979. Os designers originais foram Tippetts-Abbett-McCarthy-Stratton (TAMS), uma parceria americana de consultoria de engenharia e arquitetura. Uma joint venture local foi formada entre a TAMS e a empresa local Abdol Aziz Farmanfarmaian Associates, chamada TAMS-AFFA, para realizar o projeto completo e a supervisão da construção. Após a revolução iraniana, no entanto, o projeto foi abandonado até que o governo do Irã decidiu projetar e construir o aeroporto usando a experiência local.

### Construção
A empresa francesa ADP foi selecionada para chefiar os designers e empresas de engenharia locais. Um turnkey contrato de concepção e construção foi atribuído a um local, empreiteiro geral empresa, Kayson Co., para realizar e gerir a construção. Depois de dois anos, esse contrato foi abandonado e foi concedido a um bonyad, a Fundação Mostazafan.

### Abertura inicial
Depois que a construção do Terminal 1 foi concluída pela Fundação Mostazafan, a Organização de Aviação Civil Iraniana decidiu transferir a gestão das operações junto com a construção do segundo terminal para o consórcio TAV (Tepe-Akfen-Vie) composto por dois turcos (Tepe e Akfen) e uma empresa austríaca (Vie). A inauguração original foi agendada para 11 de fevereiro de 2004, o início das celebrações auspiciosas do "Amanhecer dos Dez Dias" (1 a 11 de fevereiro), marcando o aniversário da Revolução Islâmica de 1979. Houve vários problemas em torno da construção do aeroporto, incluindo o fornecimento de combustível para o novo aeroporto, e um atraso na assinatura de um acordo com o ministério do petróleo iraniano forçou o adiamento da abertura do aeroporto até 8 de maio de 2004.
Pouco antes da inauguração, em 8 de maio, duas companhias aéreas locais se recusaram a mudar para o novo aeroporto. O jornal econômico Hayat-e No citou Ali Abedzadeh, diretor da empresa semi-privada Iran Aseman Airlines, dizendo: "Não estamos voando de um aeroporto administrado por estrangeiros". Os oficiais do TAV foram obrigados a retirar seu pessoal e equipamento do aeroporto em 7 de maio de 2004, e as operações foram entregues à Iran Air. "Acho que eles (as Forças Armadas) receberam informações falsas de que os turcos ainda estavam no local, enquanto todos haviam evacuado o aeroporto na sexta-feira", disse o gerente do aeroporto, Hossein Pirouzi. No entanto, em 8 de maio, poucas horas após a abertura do aeroporto, os Guardas Revolucionários das Forças Armadas iranianas fecharam, citando temores de segurança sobre o uso de estrangeiros na administração do aeroporto. Apenas um vôo da Emirates de Dubai teve permissão para pousar. O segundo vôo de Dubai, que era um vôo da Iran Air, foi forçado a pousar no Aeroporto Internacional de Isfahan, porque o Aeroporto de Mehrabad não permitiu sua aterrissagem lá depois que o aeroporto Imam Khomeini foi fechado pelas forças armadas. O restante dos voos foi desviado para Mehrabad. Em 11 de maio, em uma reunião do subsecretário do Ministério das Relações Exteriores da Turquia, Ugur Ziyal, e do ministro das Relações Exteriores iraniano, Kamal Kharrazi, o turco expressou desconforto com as ações das forças armadas iranianas. O aeroporto foi reaberto em 13 de maio, como afirmou o vice-chefe do Estado-Maior Conjunto do Irã, o Brigadeiro-General Alireza Afshar, "porque as empresas estrangeiras não estarão mais encarregadas da operação do aeroporto, os obstáculos de segurança foram removidos".

### Segunda abertura
Em abril de 2005, o Aeroporto Internacional Imam Khomeini de US$ 350 milhões foi reaberto sob a gestão de um consórcio de quatro companhias aéreas locais - Mahan Air, Aseman, Caspian Airlines e Kish Air - embora nenhum contrato formal pareça ter sido assinado. Logo depois, a gestão do aeroporto foi transferida para a Iran Airports Company, que em nome do Ministério Iraniano de Estradas e Transportes é responsável por operar todos os aeroportos civis e governamentais iranianos, exceto alguns pertencentes a organizações especiais como o Ministério do Petróleo ou as Forças Armadas.

### Abertura final
Em 26 de outubro de 2007, foi anunciado que, a partir da meia-noite de 28 de outubro de 2007, todos os voos internacionais, exceto aqueles com destino a Damasco, Jeddah e Medina, foram transferidos para o Aeroporto Internacional Imam Khomeini e o IKA se tornou o principal aeroporto internacional de Teerã. Em 2016, como resultado do agravamento dos laços entre a Arábia Saudita e o Irã, todos os voos do Hajj do Irã foram encerrados, tornando a IKA a única porta de entrada internacional para Teerã. voos do Hajj foram retomados em 2017.

### Boom temporário de sanções pós-nuclear
Após o levantamento das sanções nucleares em meados de janeiro de 2016, a Air France retomou os voos para a capital iraniana após tê-los suspenso em 2008. Em 17 de abril de 2016,  Air Asia retomou os serviços de Teerã, oferecendo voos diretos de Bangkok e Kuala Lumpur  para Teerã depois de tê-los suspenso em 2012. Esses voos foram posteriormente cancelados em 2017 e 2018.

## Destinos Por Companhia Aérea

Mapa dos destinos que partem do aeroporto

| Companhias              | Destinos |
| ----------------------- | --- |
| Aeroflot                | Moscou |
| Air Arabia              | Xarja |
| AirAsia X               | Kuala Lumpur |
| Alitalia                | Roma |
| Atlasjet                | Istambul |
| Austrian Airlines       | Viena |
| Azerbaijan Airlines     | Bacu |
| Belavia                 | Minsque |
| Caspian Airlines        | Damasco, Istambul, Erevã |
| China Southern Airlines | Ürümqi |
| Emirates Airlines       | Dubai |
| Etihad Airways          | Abu Dabi |
| Georgian Airways        | Tbilisi |
| Iran Air                | Amesterdã, Ancara, Bandar Abbas, Bacu, Bancoque, Beirute, Colônia, Copenhague, Damasco, Dubai, Estocolmo, Francoforte, Gotemburgo, Hamburgo, Istambul, Carachi, Kuala Lumpur, Londres, Milão, Moscou, Bombaim, Paris, Pequim, Tasquente, Viena |
| Iran Aseman Airlines    | Cabul, Duchambé, Erevã |
| Iraqi Airways           | Bagdá, Najafe |
| KLM                     | Amesterdã |
| Kuwait Airways          | Cuaite |
| Lufthansa               | Francoforte |
| Mahan Air               | Almati, Bancoque, Déli, Dubai, Dusseldórfia, Istambul |
| Qatar Airways           | Doa |
| Syrian Airways          | Damasco |
| Saudi Arabian Airlines  | Jedá, Riade |
| Tajik Air               | Duchambé |
| Turkish Airlines        | Ancara, Istambul |
| UM Airlines             | Quieve |